# Ana Carolina (album)
Pour les articles homonymes, voir Ana Carolina.
 (février 2017).
Si vous disposez d'ouvrages ou d'articles de référence ou si vous connaissez des sites web de qualité traitant du thème abordé ici, merci de compléter l'article en donnant les références utiles à sa vérifiabilité et en les liant à la section « Notes et références ».
Albums de Ana Carolina
Ana Rita Joana Iracema e Carolina
(2001)
Singles
1. Tô Saindo
Sortie : 1999
2. Nada Pra Mim
Sortie : 1999
3. Garganta
Sortie : 2000

Ana Carolina est le premier album de la chanteuse MPB, pop brésilienne Ana Carolina, sorti en 1999.
En plus des compositions de l'artiste et de ses partenaires musicaux, comme Totonho Villeroy (pt), Paulinho Moska et Alvin L (pt), cet album présente des reprises de chansons d'artistes renommés tels que Chico Buarque, Lulu Santos (en) et Pato Fu.
L'album s'est vendu 125 000 exemplaires au Brésil, le certifiant disque de platine.

## Liste des titres
| 1.    | Tô Saindo                     | Totonho Villeroy                                | 3:09 |
| 2.    | Algúem me Disse               | Evaldo Gouveia, Jair Amorim                     | 3:39 |
| 3.    | Nada Pra Mim                  | John                                            | 3:39 |
| 4.    | Trancado                      | Ana Carolina                                    | 3:43 |
| 5.    | Armazém                       | Ana Carolina                                    | 2:28 |
| 6.    | Garganta                      | Totonho Villeroy                                | 3:36 |
| 7.    | A Canção Tocou na Hora Errada | Ana Carolina                                    | 4:15 |
| 8.    | Tudo Bem                      | Lulu Santos                                     | 3:06 |
| 9.    | Agora ou Nunca                | Arnaldo Antunes, Marcelo Fromer, Sérgio Britto  | 4:12 |
| 10.   | O Melhor de Mim               | Frejat, Paulinho Moska, Dulce Quental           | 3:54 |
| 11.   | Retrato Branco e Preto        | Chico Buarque , Tom Jobim                       | 3:25 |
| 12.   | Perder Tempo Com Você         | Alvin L.                                        | 3:26 |
| 13.   | O Avesso dos Ponteiros        | Ana Carolina                                    | 3:50 |
| 14.   | Beatriz                       | Chico Buarque, Edu Lobo                         | 3:48 |
| 15.   | Tô Caindo Fora                | Ana Carolina, Marilda Ladeira, Fernando Barreto | 3:45 |
| 53:54 |                               |                                                 |      |